# Andrzej Tkacz
Andrzej Józef Tkacz (ur. 20 września 1946 w Trzciance) – polski sportowiec - hokeista, bramkarz, olimpijczyk, trener.

## Kariera
Wychowanek Polonii Bydgoszcz (1959–1966), potem bronił barw Katowic (1966–1977), austriackiego VEU Feldkirch (1977–1978), niemieckiego EV Stuttgart (1978–1979), szwajcarskiego Zürcher SC (1979–1981) i austriackiego EC Kitzbühel (1981–1982).
Mistrz Polski juniorów z Polonią Bydgoszcz w 1966 roku, w seniorskiej karierze dwukrotnie zdobywał tytuł Mistrza Polski z Katowicami (1968 i 1970), również dwukrotnie zdobywał Złoty Kij w latach 1975–1976.
Dwa razy reprezentował Polskę na Zimowych Igrzyskach Olimpijskich w 1972 w Sapporo i w 1976 w Innsbucku, ośmiokrotnie grał w turniejach o mistrzostwo świata.
Po ukończeniu kariery sportowej i studiów na AWF w Katowicach podjął pracę trenerską. Był trenerem kadry narodowej w 1997, pracował w Niemczech i Austrii.
Od 2006 trener Polonii Bytom, którą wprowadził do Ekstraligi, został zwolniony w listopadzie 2007. W grudniu 2007 został trenerem Unii Oświęcim.